# Lessico civile
Lessico civile è un programma televisivo italiano in onda dal 30 marzo 2020 alle 23:15 su Rai 3, condotto da Massimo Recalcati.
Il programma, che segue il ciclo inaugurato con lessico amoroso e lessico famigliare, si compone di 5 appuntamenti e ha come tematica la collettività, raccontato attraverso un linguaggio psicoanalitico con il contributo di interviste e citazioni di vari personaggi che vanno dalla psicologia alla cinematografia. Nelle 5 puntate si analizzano il confine, l’odio, l’ignoranza, il fanatismo e la libertà nella psicologia.